# Мост Скалигеров
Мост Скалиге́ров (итал. Ponte Scaligero) — мост через реку Адидже в Вероне, Италия. соединяет левобережную часть города с замком Кастельвеккио, в Средние века служил единственным подходом к данному фортификационному сооружению.
Построен в 1354—1356 гг. по указанию Кангранде II дела Скала по проекту архитекторов Джиованни Феррари и Джакомо Гоццо. Мост трёхпролётный каменный арочный. Пролёты нарастают по направлению к сторожевой башне замка: 24 + 28,5 + 48,7 м. Опоры имеют форму башен с крепостными пятиугольными бастионами, окнами-стрельницами и зубчатым завершением. Такие же зубцы над парапетом ограждают прохожую часть шириной от 5,95 до 6,8 м. Красный кирпич тимпанов моста живописно контрастирует с каменной облицовкой сводов, белым и красным мрамором цоколя опор.
В 1945 году при отступлении немецких войск мост был взорван. В 1945-1951 гг. восстановлен с использованием всех обнаруженных фрагментов.